# Aérodrome de Berbérati
Pour les articles homonymes, voir BBT.
L'aéroport de Berbérati (code IATA : BBT • code OACI : FEFT) est un aéroport domestique desservant la ville de Berbérati, dans le Sud-Ouest de la République centrafricaine. 

## Situation
| Alindao Bakouma Bambari Bangassou Bangui Batangafo Berbérati Birao Bocaranga Bossangoa Bossembélé Bouar Bouca Bozoum Bria Carnot Gamboula Gordil Kaga · Bandoro Kémbé Koumala Melle Mobaye · Mbanga N'Délé Obo Ouadda Ouanda · Djalle Paoua Rafaï Sibut Yalinga Zémio |

NB : Seul l'aéroport de Bangui dispose de liaisons commerciales régulières.